# Usluga hostinga na internetu
Internet hosting je servis koji pokreće Internet servere, omogućavajući organizacijama ili pojedincima da postave sadržaj na Internet. Na tržištu je dostupan u različitim tipovima i nivoima. Najrasprostranjenija vrsta hostinga je veb hosting. Većina hosting provajdera nudi kombinaciju više usluga, npr. veb hosting, e-mail hosting i DNS hosting koji je obično u paketu sa uslugom registracije domena.

## Vrste hostinga
U ponudi se mogu naći različite vrste hostinga:
- Namenski server, gde hosting provajder poseduje i održava mašine, a klijentu iznajmljuje uslugu kontrole nad mašinom. Održavanje servera može obuhvatiti nadgledanje procesa rada, uslugu bekapa, unapređenje sigurnosti sistema i različite nivoe tehničke podrške.
- Virtuelni privatni server, na kojima se primenjuje tehnologija virtuelizacije da bi se na jednoj mašini obezbedilo funkcionisanje više logičkih servera.
- Kolokacioni centar obezbeđuje Internet vezu, neprekidni izvor električne energije i klimatizaciju prostorija, dok klijent obezbeđuje server i administraciju sistema.
- Klaud hosting, gde korisnik plaća samo vreme i iskorišćeni prostor, a ukupni kapacitet se može brzo promeniti u skladu sa potrebama.

## Specijalizovani hosting
- Hosting datoteka / cyberlocker
- Web hosting
- E-mail hosting
- DNS hosting
- Igrački serveri
- Wiki farme

## Protok podataka
Internet hosting servisi obezbeđuju potrebnu Internet vezu. Protok podataka mogu naplatiti kao mesečni flatrate, ili naplatiti po ostvarenom utrošku. Opšteprihvaćeno je da hosting provajderi prodaju pakete sa određenom količinom protoka podataka u toku meseca i da dodatno naplaćuju za potrošnju preko dozvoljenog limita.